# Psychomyia pusilla
Psychomyia pusilla là một loài Trichoptera trong họ Psychomyiidae. Chúng phân bố ở miền Cổ bắc.